# Agapanthia detrita
Agapanthia detrita — вид жесткокрылых из семейства усачей.

## Распространение
Распространён в Центральной Азии (Узбекистан и Казахстан).

## Описание
Жук длиной от 12 до 22 мм. Время лёта с апреля по июнь.

## Развитие
Жизненный цикл вида длится год.